# 净菜
净菜是一种預包裝的蔬菜，可分为即食鲜切和即用鲜切两种類型，经过分选、切割、清洗、杀菌消毒、包装等程序之后上市。消费者购买净菜后，可直接食用或下锅烹饪，无需进行处理。一些即用鲜切净菜还搭配有姜、蒜、辣椒、油、盐等调配料。除了方便以外，净菜还可以在一定程度上减少厨余垃圾量。净菜行业的成本和利润都很高。与净菜相对的概念被稱為毛菜。

## 事件
- 2020年5月14日，北京市商务局、北京市农业农村局发布《关于逐步推进净菜上市工作的指导意见》，北京市开始全面推行净菜上市[4][3]。